# 儒经
儒经，指儒家的经典著作，以四书、五经、六经、九经、十三经合称形成。

## 目錄
- 四书

《大学》《中庸》《论语》《孟子》
- 五经

《诗经》《书经》《礼記》《易经》《春秋经》
- 六经

《詩》《書》《禮》《易》《樂》《春秋》
- 九经

《左传》《公羊传》《谷梁传》《周礼》《仪礼》《礼记》《易》《書》《詩》
- 十三经

《诗经》《书经》《周礼》《仪礼》《礼记》《周易》《左传》《公羊传》《谷梁传》《论语》《尔雅》《孝经》《孟子》